# Scott Monument
Scott Monument är ett monument i Edinburgh i Skottland tillägnat författaren Walter Scott.